# Celestron
Celestron es una empresa estadounidense con sede en Torrance, California, Estados Unidos, que fabrica telescopios y distribuye telescopios, binoculares, catalejos, microscopios y accesorios fabricados por su empresa matriz, Synta Technology Corporation de Taiwán.

## Historia
El antecesor de Celestron fue Valor Electronics, una empresa de componentes electrónicos y militares fundada en 1955 por Tom Johnson. Johnson se involucró con los telescopios cuando construyó un telescopio reflector de 6" para sus dos hijos. En 1960, Johnson estableció la división "Astro-Optical" de Valor, que luego se convertiría en Celestron. 
En 1964, Johnson había fundado "Celestron Pacific" como una división de Valor Electronics que ofrecía telescopios Schmidt-Cassegrain de 4" a 22". En 1970 Celestron presentó su "C8" de 8" de diámetro 2032 mm de distancia focal, telescopio de ƒ10, el primero de una nueva línea de telescopios construidos utilizando métodos desarrollados por Celestron para producir Schmidt-Cassegrains a un alto volumen y bajo costo. Estos modelos hicieron avances significativos en las comunidades educativas y astronómicas de aficionados.
Johnson, el fundador de la empresa, vendió Celestron en 1980. Celestron fue adquirida por Tasco en 1997 y casi cerró cuando Tasco cerró en 2001.
A principios de 2002, el rival de Celestron, Meade Instruments, intentó una adquisición, pero un tribunal de quiebras permitió la venta de la empresa a sus propietarios originales. La empresa había sido de propiedad estadounidense hasta abril de 2005, cuando fue adquirida por SW Technology Corporation, una empresa de Delaware y filial de Synta Technology Corporation de Taiwán. Synta es un fabricante de equipos de astronomía y componentes relacionados y en ese momento había sido proveedor de Celestron durante más de 15 años.
El 13 de marzo de 2012, Tom Johnson murió a la edad de 89 años.

## Productos
Celestron fue el primer fabricante comercial a gran escala del telescopio Schmidt-Cassegrain, presentando su "C8" de 8" de diámetro 2032 mm de longitud focal, telescopio de ƒ10 en 1970. La principal innovación que se le ocurrió a Celestron/Tom Johnson fue una forma de producir placas correctoras Schmidt usando una aspiradora para colocar las piezas de vidrio en un molde curvo preformado llamado "bloque maestro" durante el proceso de pulido. Esto permitió la producción en masa económica de placas correctoras de forma uniforme. La línea de telescopios tenía un tubo naranja mate característico (cambiado a negro brillante en 1980 y nuevamente a naranja semibrillante en 2006), y montura ecuatorial de doble horquilla, y se convirtió en un popular diseño compacto de gran apertura.[cita requerida]
Otras líneas de productos de telescopios incluyen las líneas de productos CGE, CGEM, CPC, NexStar, Omni, Onyx, AstroMaster, Ambassador, TravelScope y PowerSeeker. Estos van desde grandes reflectores computarizados con GPS hasta telescopios de observación decorativos/casuales con refractores de tubo de latón en monturas de madera.
Los productos de Celestron (a partir de 2010) incluyen:
- Telescopios Schmidt-Cassegrain de 5", 6", 8", 9,25", 11" y 14" (el número que indica la apertura) en monturas ecuatoriales alemanas (todas) o monturas de horquilla (C8, C9.25, C11), con más se benefician del control GoTo.
- Una gama de Schmidt-Cassegrains modificados de 8", 9,25", 11" y 14" con un diseño óptico más avanzado comercializado como EdgeHD
- Una gama de 8", 11" y 36 cm Astrógrafos Rowe-Ackermann Schmidt (RASA)[11]
- Un rango de 2,4 a 6 pulgadas (152,4 mm) telescopios refractores.
- 6 a 10 pulgadas (254 mm) telescopios reflectores tradicionales en monturas ecuatoriales alemanas.
- SkyScout : un buscador astronómico del cielo o un planetario personal.
- Microscopios de visualización digitales, biológicos y estereoscópicos
- Prismáticos y catalejos
- Varios montajes
- Numerosas líneas de oculares, que incluyen tanto Plossl simple como diseños complejos de campo amplio, como las líneas de oculares X-Cel y Luminos.[aclaración requerida]

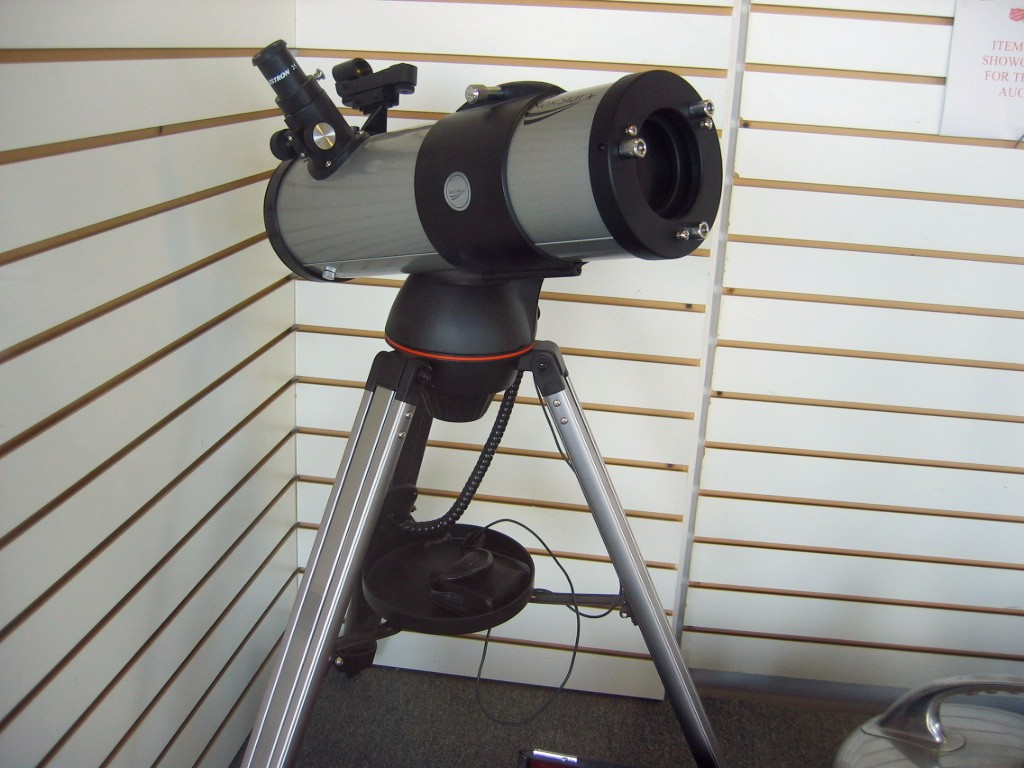
Telescopio Celestron NexStar 114
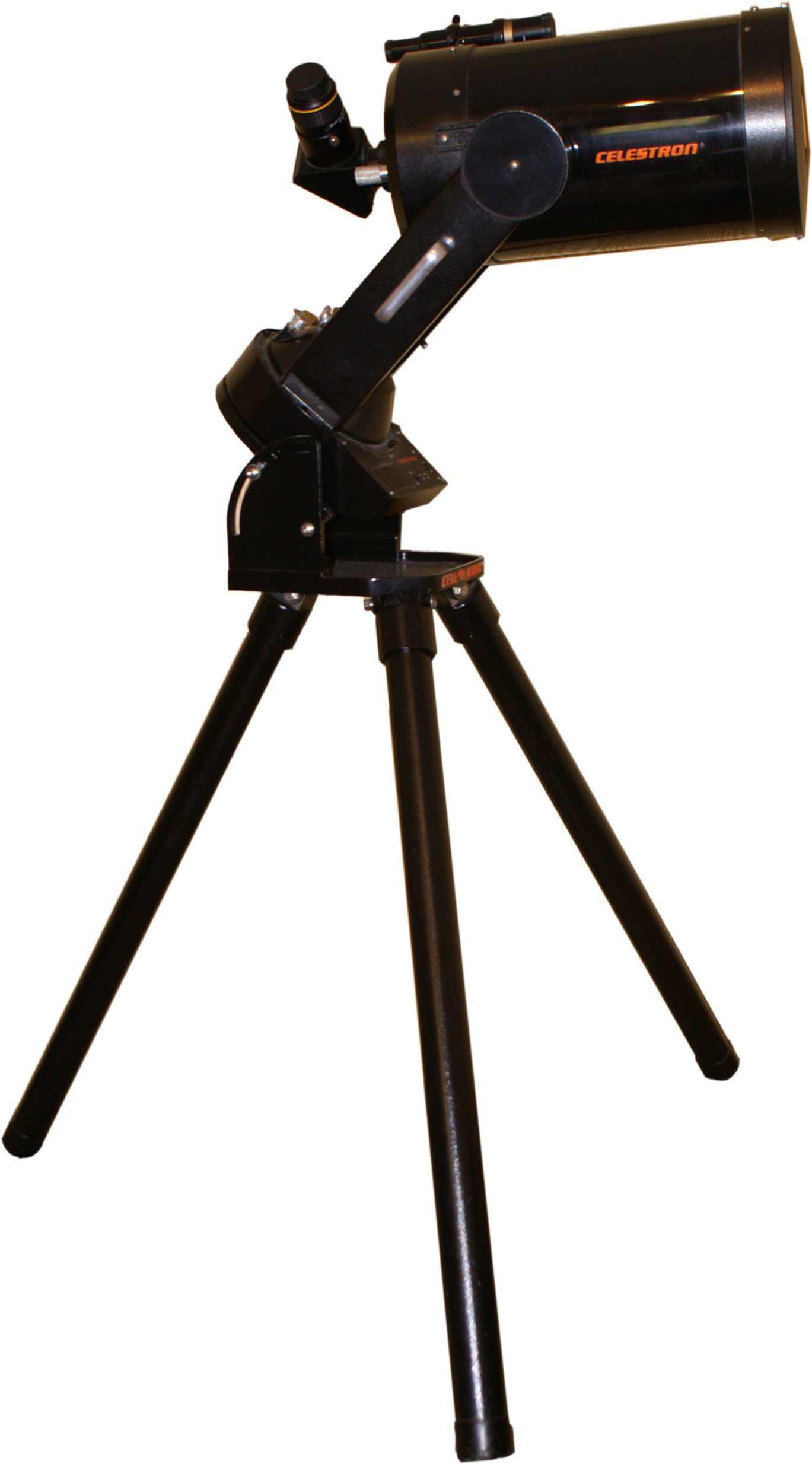
Telescopio Celestron C8
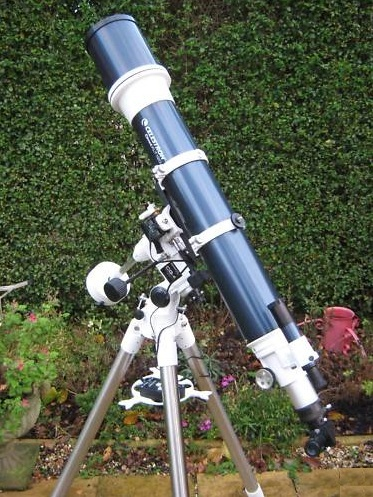
Un refractor acromático Omni XLT120
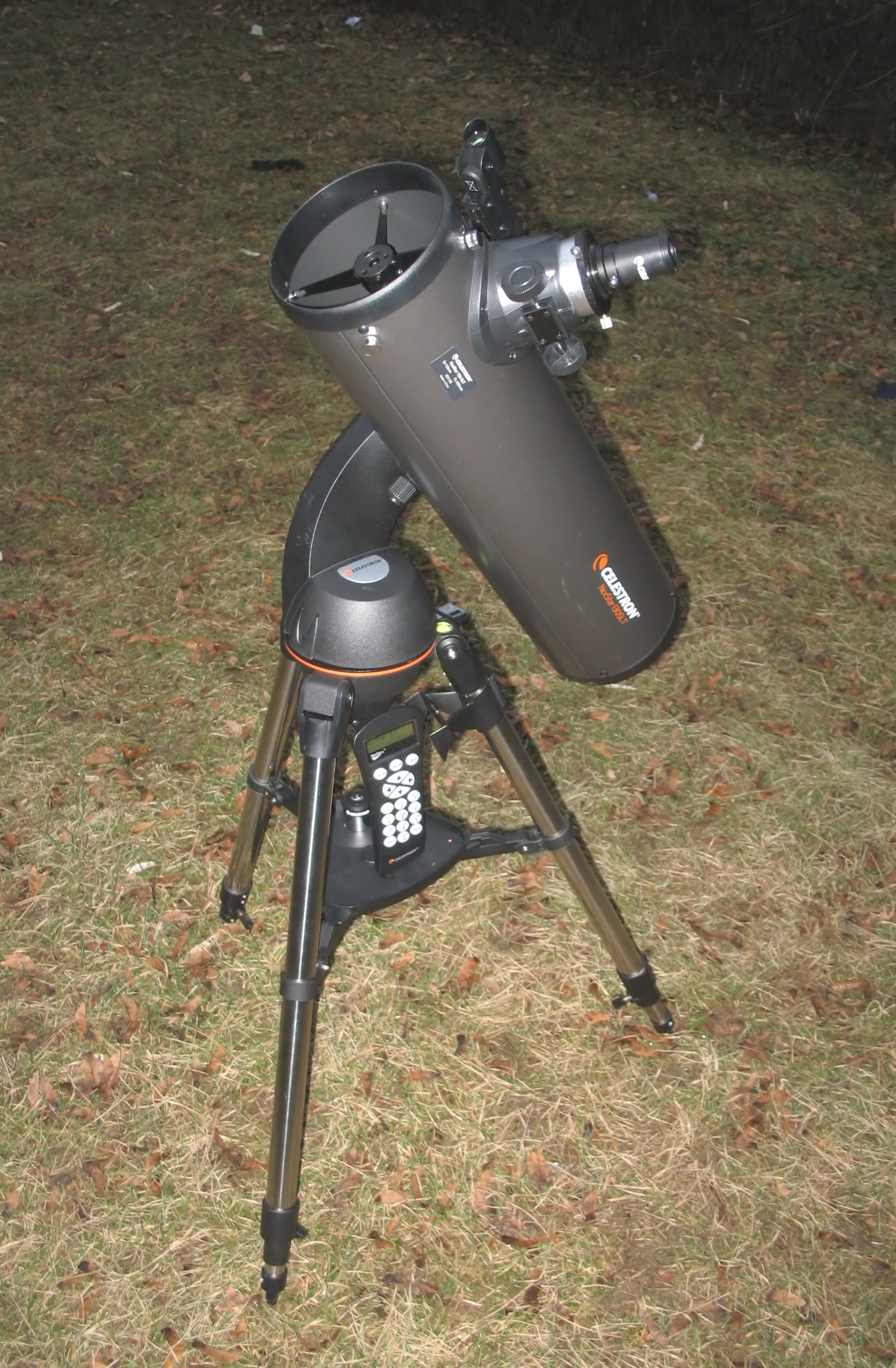
Telescopio Celestron NexStar 130SLT Goto
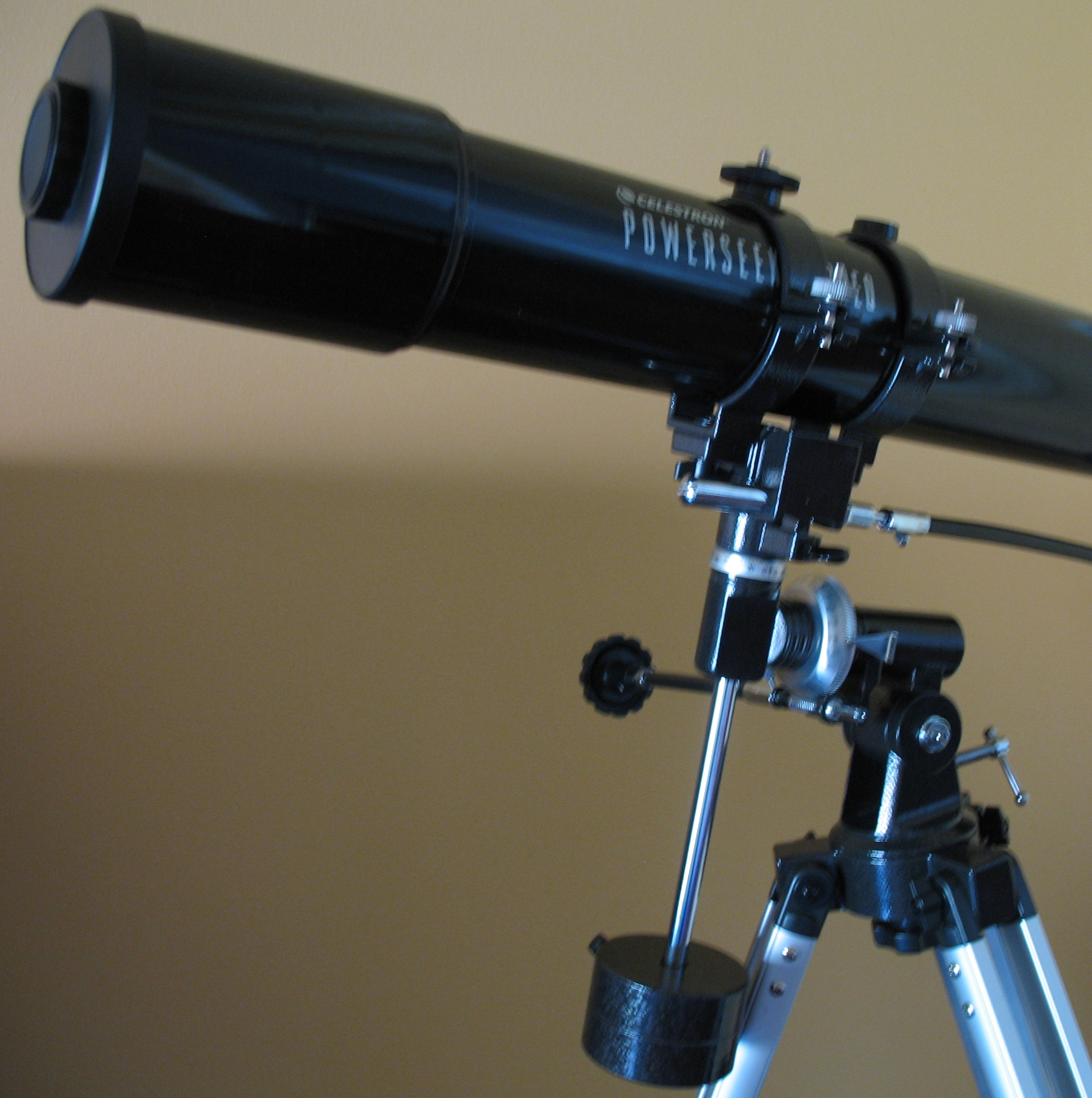
Celestron Powerseeker modelo 80EQ

Los telescopios de Celestron ofrecen la opción de utilizar la ubicación computarizada de objetos astronómicos, así como monturas que apuntarán a cualquier objeto dado, una tecnología conocida como GoTo. La mayoría de los modelos computarizados se pueden conectar a una computadora externa a través de un cable RS-232, lo que les permite ser controlados por un programa de astronomía de terceros o conectados a un receptor GPS. Los receptores GPS son útiles para programar el telescopio con su ubicación y hora precisas, lo que ayuda al proceso de alineación requerido para GoTo.
Algunos telescopios motorizados vendidos entre mediados de los 80 y principios de los 90, incluido el Celestron Compustar® que usaba una forma de tecnología GoTo, no estaban programados para permitir fechas posteriores al 2000; haciendo que algunos productos de Celestron sean susceptibles al error Y2K. Sin embargo, un chip de terceros para actualizar la computadora está disponible para algunos productos.

## Competencia con Meade
Desde su fundación en 1972, Meade Instruments ha sido uno de los principales rivales de Celestron. El diseño, dimensionamiento, introducción y fijación de precios de las líneas y modelos de productos de cada empresa han sido en respuesta a la competencia entre ellos.[cita requerida] Ha habido litigios por infracción de patentes entre las dos empresas, un caso relacionado con la tecnología GoTo. En septiembre de 2013, Sunny Optics Inc, una unidad de la firma china Ningbo Sunny Electronic Co Ltd, completó la adquisición de la totalidad del capital social de Meade.